# KIF Kolding
A KIF Kolding Copenhagen (Dánul: KIF Kolding København) rövid nevén KIF Kolding egy dán kézilabdacsapat, amelynek székhelye Koppenhágában van. Jelenleg mind a férfi- mind a női csapat a dán bajnokság élvonalában szerepel.

## Történelem
A KIF Kolding 2012-ben alakult, miután a AG København csődbe ment. A klub jogelődje a dán kézilabdázás legsikeresebb klubja, míg jelenlegi nevén is két bajnoki cím tulajdonosa. A tulajdonos, és névadó szponzor KIF terve, hogy Európa legerősebb csapatát hozza létre.
A női csapat érte el a klub legnagyobb sikerét, mikor 2010-ben bejutott a EHF-kupagyőztesek Európa-kupája döntőjébe. 2011 nyarán a női csapat a Vejen EH-val olvadt össze, és függetlenedett a férfiaktól.

## Trófeák
- Dán bajnokság: 14
  -  Arany:1987, 1988, 1990, 1991, 1993, 1994, 2001, 2002, 2003, 2005, 2006, 2009, 2014, 2015
- Dán kézilabdakupa: 7
  -  Arany:1990, 1994, 1999, 2002, 2005, 2007, 2008, 2013

## Jelenlegi keret
A 2020-21-es szezon játékoskerete
| Kapusok - 12 Tim Winkler - 16 Ágúst Elí Björgvinsson Szélsők - 17 Andreas Væver - 23 Fredrik Gustavsson - 09 Andreas Flodman Beállók - 05 Alexander Morsten - 18 Benjamin Pedersen | Átlövők, irányítók - 08 Torben Petersen - 15 Jens Svane Peschardt (sérült) - 19 Vetle Rønningen - 24 Chris Jørgensen - 26 Peter Balling - 27 Troels Vejby Jørgensen - 0 Thomas Boilesen |

### Átigazolások
A 2020-21-es szezont megelőzően
| Érkezők - Tim Winkler (a Ribe-Esbjerg HH csapatától) - Torben Petersen (kölcsönből vissza az Aarhus Håndbold csapatától) - Peter Balling (a TTH Holstebro csapatától) - Thomas Boilesen (a Drammen HK csapatától) - Vetle Rønningen (az SG BBM Bietigheim csapatától) - Ágúst Elí Björgvinsson (az IK Sävehof csapatától) | Távozók - Rickard Frisk (a TTH Holstebro csapatához) - Anders Petersen visszavonult - Rasmus Døssing (a HØJ Elitehåndbold csapatához) |

### Technikai stáb
2016-17-es szezon
- Vezetőedző:  Antonio Carlos Ortega
- Menedzser asszisztens:  Simon Jensen
- Sportigazgató:  Lasse Boesen

## Híres játékosok
- Bo Spellerberg
- Kasper Hvidt
- Lars Christiansen
- René Toft Hansen
- Nicolas Lundbye Kristiansen
- Lars T. Jørgensen
- Sebastian Augstinussen
- Jakob Stork
- Claus Flensborg
- Hans Peter Munk-Andersen
- Magnus Landin Jacobsen
- Marcus Cleverly
- Morten Bjørnshauge
- Christian Hjermind
- Lasse Boesen
- Jesper Nøddesbo
- Lars Krogh Jeppesen
- Henrik Møllgaard
- Philip Stenmalm
- Fredrik Ohlander
- Cyril Viudes
- Antonio García Robledo
- Niko Mindegía
- Mateo Garralda
- Albert Rocas
- Ratko Nikolić
- Bilal Šuman
- Muhamed Toromanović
- Konstantin Igropulo
- Fabio Chiuffa